# 英領ギアナ1セント・マゼンタ
英領ギアナ1セント・マゼンタ（えいりょうギアナ1セント・マゼンタ、英語: British Guiana 1c magenta）は、切手蒐集家の間で最も有名かつ貴重とされている切手である。1856年に英領ギアナ（現在のガイアナ）で枚数限定で発行されたうちの1枚で、今のところ現存する唯一のものである。今まで流通した郵便切手の中で唯一、英国王立切手コレクションに収蔵されていないものである。
目打が無く、マゼンタの紙に黒のインクで、帆船のイラストとギアナ植民地におけるラテン語のモットー「Damus Petimus Que Vicissim（与えよう、見返りを求めて）」が印刷され、細い線で四角く囲まれている。発行国である英領ギアナの名とこの切手の価格が、四角を取り囲むように印刷されている。2014年6月17日には948万ドルで落札され、この切手単独で4回も、一枚の切手の売却最高額を更新したことになった。なお記録更新が期待された2021年6月のオークションでは830万ドル強にとどまっており、前回よりは値を下げた。

## 背景
1セント・マゼンタは1856年に発行された3種類の普通切手のうちの1つで、地元新聞紙に貼って使われる予定だった。他の普通切手である4セント・マゼンタと4セント・ブルーは郵便切手として使われる予定だった。
しかし切手を運ぶ予定の船はやって来ず、予定が狂った。地元の郵便局長であったE・T・E・ダルトンと、公認印刷業者のジョセフ・バウムとウィリアム・ダラス（二人はジョージタウンで『Official Gazette』紙を発行していた）は急場しのぎに3種類の切手を印刷する必要に迫られた。ダルトンが切手のデザインを描いたが、印刷業者の二人はそのデザインに船の絵を付け加えた。ダルトンはこれを歓迎せず、郵便局員に偽造を防ぐための自筆サインを書きこませた。そのためこの切手にはE・D・W、つまり局員であったE・D・ワイトの名が書き込まれているのである。

## 解説・歴史

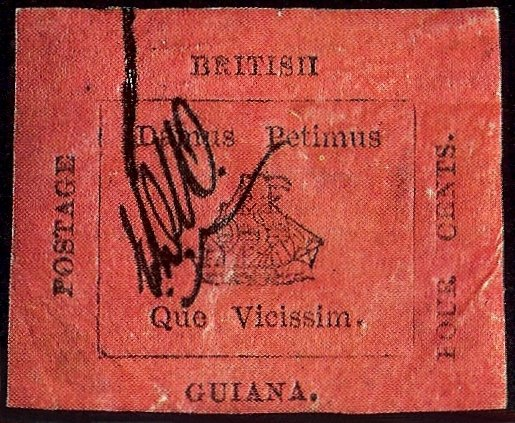
よりはっきり印刷の具合がわかる。（この写真は同時期に発行された4セント・マゼンタ）

1セント・マゼンタは知られている限り1枚しか現存していない。使用済みで、八角形に切り取られている。ダルトンの命令によって書きこまれたサインは左側にあり、武骨な消印が押されている。
1873年に12歳のスコットランド人学生であるルイス・ヴァーノン・ヴォーンが、英領ギアナの街デメララ（切手にはここの消印が押してある）にて、叔父の手紙の中からこの切手を発見した。持っていた切手カタログにこの切手のことが載っていなかったため、ヴォーンは数週間後に地元の切手蒐集家であるN・R・マッキノンにこの切手を6シリングで売った。1878年にマッキノンのコレクションはリヴァプールの切手商人であるトーマス・リドパスに120ポンドで売却された。間もなくして同年、リドパスは1セント・マゼンタを150ポンドで著名な切手蒐集家であるフィリップ・フォン・フェラリーに売却した。
ニューヨークの資本家であるアーサー・ハインドは、1917年に死去したフェラリーのコレクションを1922年に開催された14回にも及ぶオークションで次々と購入した。1922年4月6日のオークションで登場した1セント・マゼンタは30万フラン＋税（7343ポンド）で競り落とされた。1935年10月30日に行われたハーマー・ルック商会のオークションでは、イギリスの著名な切手蒐集家であるパーシヴァル・ロイネス・ペンバートンが7500ポンドで競り落としたが、取引が成立せず、元ハインド夫人のミセス・スケイラに返却された。1940年にミセス・スケイラはニューヨーク市にあるメイシーズ百貨店の切手売り場で個人売買を行い、フロリダから来たエンジニアであるフレッド・ポス・スモールが4万ドルで購入した。スモールはオーストラリア生まれで、少年の頃この切手のことを耳にしてからずっと所有を夢見ていたのである。この1セント・マゼンタを購入したことで、スモールは英領ギアナで発行された切手を全て入手したことになった。1970年にスモールは自分の切手コレクション全てをオークションにかけ（75万ドルの価値があると見積もられた）、1セント・マゼンタはアーウィン・ワインバーグ率いるペンシルベニア州投資家組合に28万ドルで落札され、見世物として10年近く世界を渡り歩いた。その後1980年に、アメリカ人切手蒐集家であるジョン・デュポンによって93万5000ドルで購入され、一枚の切手としての最高額記録を再び更新した。デュポンが友人を殺害した罪で収監されるやいなや、1セント・マゼンタは銀行の金庫にしまい込まれたとされる。デュポンは2010年12月9日に、収監されたまま亡くなった。
デュポンの遺産として、1セント・マゼンタは2014年6月17日にニューヨークのサザビーズのオークションにかけられ、948万ドルで競り落とされた。靴デザイナーのスチュアート・ワイツマンに落札されるまでに要した時間はたったの2分であり、この切手が一枚の切手の売却史上最高額を4度目に更新したことになった。ちなみに破られた直前の記録は、1855年発行の3スキリング・イエロー（スウェーデンが発行、スキリングは通貨の単位）が1996年に記録した230万ドルである。ワイツマンはその後、1セント・マゼンタを含む自身の所有する珍品の切手・コイン計3点をサザビーズに出品し、1セント・マゼンタの落札額は1000～1500万ドルが見込まれていたが、2021年6月8日にニューヨークで開催された競売では830万7000ドルにとどまり、新記録どころか前回の落札額にも届かなかった。落札したのはイギリスの老舗切手商であるスタンレー・ギボンズであり、同社は1セント・マゼンタの所有権を証券化して一般に販売すると発表している。

## 論争
1セント・マゼンタは同じシリーズでありほとんど同じデザインである4セント・マゼンタから「偽造した」ものだ、という説がある。しかしこれは誤りであると証明されている。
1920年代には、1セント・マゼンタの2枚目が見つかり、1セント・マゼンタの所有者であるアーサー・ハインドが即座に買い入れて破棄した、という噂がささやかれた。真偽は実証できていない。
1999年には、2枚目の1セント・マゼンタがドイツのブレーメンで発見されたという知らせが舞い込んだ。ドイツの切手複製業者であるペーター・ヴィンターが所有しており、現代の紙を使った複製品とされた。しかし、著名な切手蒐集家であるロルフ・ローダーとダーヴィト・フェルトマンがヴィンターが持つ1セント・マゼンタは本物だと証言した。ロンドン王立切手蒐集家協会は2度鑑定を行い、ヴィンターが持つ1セント・マゼンタは4セント・マゼンタを作り替えた偽物だと結論付けた。

## 一般展示
2014年11月にスミソニアン博物館内の国立郵便博物館は、1セント・マゼンタの匿名の所有者が2015年4月から3年間、ワシントンD.C.にある同博物館における展示に同意したと発表した。2016年5月28日から6月4日にかけてニューヨークで開催された2016年国際切手展にて展示された。

## 出版物における登場
- ディズニー・スタジオのイラストレーター・漫画家であるカール・バークスの『The Gilded Man[20]』（1952年）では、ドナルド・ダックが切手蒐集家として登場し、1セント・マゼンタは「5万ドル以上の値打ちがある」と言う。
- アメリカの推理作家であるジョン・D・マクドナルドは代表作の「トラヴィス・マッギー」シリーズの『The Scarlet Ruse』において、1セント・マゼンタを32万5000ドルの価値があると言及している。